# Wiszno
Wiszno (deutsch Vieschen, kaschubisch Wiszno) ist ein kleines Dorf in der polnischen Woiwodschaft Pommern. Es gehört zur Landgemeinde Damnica (Hebrondamnitz) im Powiat Słupski (Stolper Kreis).

## Geographische Lage
Das Dorf liegt in Hinterpommern, am östlichen Ufer der Lupow, gegenüber dem Dorf Damno (Dammen). Südwestlich des Dorfes liegt die Kreisstadt Stolp in 25 Kilometer Entfernung.

## Geschichte
Das Dorf (früher Vissen) wird 1485 in einem Lehnsbrief genannt. Es ist ein alter Wobesersches Lehnsbesitz. Im Jahre 1735 wird Vieschen an Otto Bogislav von Schwerin verkauft, und 1752 erhält es Franz Christian von Schmude.
Um 1782 hatte Vieschen ein Vorwerk, vier Bauern, vier Kossäten, die Feldmark Damerkow mit sieben Bauern, eine Schäferei und eine Wassermühle – „Weißmühle“ genannt – bei insgesamt 22 Haushaltungen.
Zwischen 1804 und 1838 gehörte Vieschen wieder der Familie Wobeser. Nachdem der Müller der Erbpacht-Wassermühle in Vieschen in Zahlungsschwierigkeiten geraten war, wurde die Mühle vom Wobeserschen Patrimonialgericht in Vieschen am 13. Juli 1815 öffentlich zur Versteigerung ausgeschrieben. Die Wobesers verkauften das Gut an den Hauptmann Ludwig von Katzler, der es bis 1845 besessen hat. In den 1880er Jahren befand sich das Gut im Besitz von Georg Beeckmann.
Im Pommerschen Güteradressbuch von 1892 wird als Besitzer des Ritterguts Vieschen ein Bannier in Stolp genannt und vermerkt: „wird aufgesiedelt“. Das Rittergut mit Wassermühle scheint danach noch eine Weile existiert zu haben.
Im Jahre 1910 zählte das Dorf 398 Einwohner. Im Jahre 1933 waren es noch 334, und 1939 dann 342.
Die Gemeindefläche war 512 Hektar groß. Die Gemeinde hatte fünf Wohnorte:
- Gilkhof
- Mühle
- Siedlung
- Vieschen
- Vorwerk Neu Vieschen

Bis 1945 gehörte Vieschen zum Landkreis Stolp im Regierungsbezirk Köslin der preußischen Provinz Pommern des Deutschen Reichs. Die Gemeinde gehörte zum Amts- und Standesamtsbezirk Bewersdorf, zum Gendarmeriebezirk Hebrondamnitz und zum Amtsgerichtsbereich Stolp.
Gegen Ende des Zweiten Weltkriegs besetzten am 9. März 1945 sowjetische Truppen kampflos das Dorf. Nach Beendigung der Kampfhandlungen wurde die Region zusammen mit ganz Hinterpommern seitens der sowjetischen Besatzungsmacht der Volksrepublik Polen zur Verwaltung überlassen. Im Mai 1945 kamen erste Polen nach Vieschen und nahmen Höfe und Häuser in Besitz. Vieschen wurde unter der polonisierten Ortsbezeichnung ‚Wiszno‘ verwaltet. Nach und nach wurde die einheimische Bevölkerung von der polnischen Administration aus Vieschen vertrieben.
Später wurden in der Bundesrepublik Deutschland 186 und in der DDR 58 aus Vieschen vertriebene Dorfbewohner ermittelt.
Das Dorf ist heute Teil der Gmina Damnica im Powiat Słupski in der Woiwodschaft Pommern (1975–1998 Woiwodschaft Słupsk). Hier leben heute 26 Einwohner. Der Ort ist dem Schulzenamt Dąbrówka (Damerkow) zugeordnet.

## Kirche
Vor 1945 war die Bevölkerung von Vieschen überwiegend evangelischer Konfession. Das Dorf war mit 13 umliegenden Dörfern in das Kirchspiel Dammen im Kirchenkreis Stolp-Altstadt im Ostsprengel der Kirchenprovinz Pommern der Kirche der Altpreußischen Union eingegliedert.
Die seit 1945 und Vertreibung der einheimischen Dorfbewohner anwesende polnische Einwohnerschaft ist mehrheitlich katholischer Konfession. Zuständig für die polnischen Katholiken ist die Pfarrei Damno im Dekanat Główczyce (Glowitz) im Bistum Pelplin der Katholischen Kirche in Polen.
Hier lebende evangelische Kirchenglieder werden von der  Filialkirche Główczyce (Glowitz) der Kreuzkirchengemeinde in Stolp in der Diözese Pommern-Großpolen der Evangelisch-Augsburgischen Kirche in Polen betreut.

## Schule
In der 1932 einstufigen Volksschule in Vieschen unterrichtete ein Lehrer 43 Schulkinder.

## Verkehr
Durch den Ort führt eine Nebenstraße, die Główczyce (Glowitz) an der Woiwodschaftsstraße 213 mit Mianowice (Mahnwitz) an der Landesstraße 6 (ehemalige deutsche Reichsstraße 2, heute auch Europastraße 28) verbindet.
Die nächste Bahnstation ist Damnica (Hebrondamnitz) an der Bahnstrecke von Stargard in Pommern nach Danzig.